# Bromelia oliveirae
Espèce
Bromelia oliveirae est une espèce de plantes tropicales de la famille des Bromeliaceae, endémique du Brésil.

## Distribution
L'espèce est endémique de l'État de Pará au Brésil. Sa présence est incertaine en Guyane française.

## Description
L'espèce est hémicryptophyte.